# Dwergkorfslak
De dwergkorfslak (Vertigo pygmaea) is een op het land levende kleine longslak uit de familie van de Vertiginidae.

## Naam
De soortnaam werd in 1801 gepubliceerd door Jacques Draparnaud als Pupa pygmaea. Door andere inzichten in de taxonomie is de soort later in het geslacht Vertigo geplaatst. Als gevolg van deze naamswijziging worden auteursnaam en datum nu tussen haakjes gezet. De naam pygmaea heeft betrekking op de geringe grootte van de schelp.

## Beschrijving

### De schelp
De schelp is rechtsgewonden, cilindrisch-eivormig en heeft ongeveer vijf weinig convexe regelmatig in grootte toenemende windingen. Bij volwassen dieren versmalt de laatste winding iets. 
 De mondopening is scheef ovaal. De mondrand is discontinu, verdikt en weinig naar buiten omgeslagen. De palatale zijde is iets ingedeukt. Achter de mondrand is een zwak ontwikkelde nekvore met daarachter een eveneens zwak ontwikkelde nekrichel aanwezig. In de mondopening bevinden zich meestal 6 tanden maar het aantal varieert van 4 tot 7: 1-2 columellaire tanden, 1 pariëtale tand en 2-4 palatale tanden. Er is een spleetvormige navel. De sculptuur van de schelp bestaat uit fijne radiale zwak ontwikkelde radiale streepjes. Het periostracum heeft een lichtbruingele kleur, de schelp zelf is lichtbruin. Bij levende dieren is de schelp glanzend en half doorzichtig. Lege en fossiele schelpen zijn ondoorzichtig, matglanzend en lichtbruin gekleurd.
Afmetingen van de schelp
- breedte: tot 1,2 mm.
- hoogte: tot 2,1 mm.

### Habitat
Vertigo pygmaea leeft in zeer verschillende tamelijk droge tot zeer vochtige moerassige biotopen. Is in bosjes, struikgewas, rietvelden en open terrein zoals grasland aan te treffen. Enige schaduw heeft wel de voorkeur maar is niet noodzakelijk.

### Huidige verspreiding
Deze soort heeft een Europese verspreiding en is tamelijk algemeen. In Nederland en België is dit de algemeenste Vertigo-soort en is in het hele gebied aanwezig.

### Fossiel voorkomen
Deze soort is bekend uit interglacialen en interstadialen uit het hele Pleistoceen en het Holoceen.

## Meer afbeeldingen

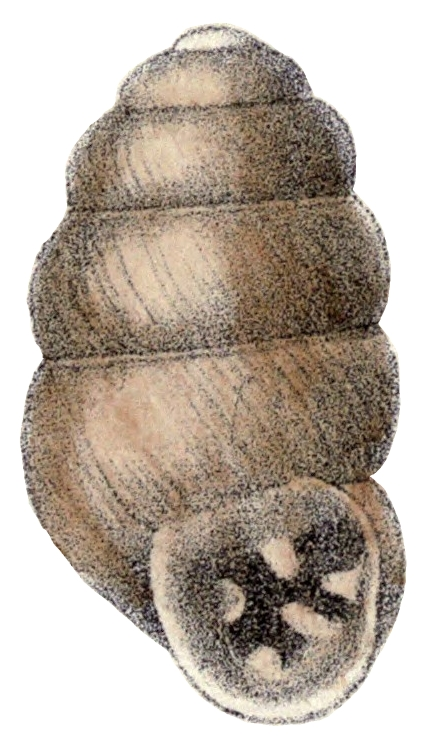

## Verwijzingen